# CSM Râmnicu Vâlcea
CSM Râmnicu Vâlcea ist ein rumänischer Fußballverein aus Râmnicu Vâlcea. Er spielt seit 2005 in der Liga II, der zweiten rumänischen Spielklasse.

## Geschichte
CSM Râmnicu Vâlcea (deutsch Städtischer Sportklub Râmnicu Vâlcea) wurde im Jahr 2004 gegründet, ohne direkter Nachfolger des aus finanziellen Gründen aufgelösten Traditionsklubs Chimia Râmnicu Vâlcea zu sein. Der Verein, dessen Hauptaktionär der Stadtrat unter Führung des neu gewählten Bürgermeisters Mircia Gutău war, startete in seiner ersten Spielzeit in der dritten rumänischen Liga, der Divizia C, mit Lucian Catargiu, dem bisherigen Trainer des Drittligisten Oltchim Râmnicu Vâlcea, als Chefcoach. Am 19. Oktober 2004 wurde Catargiu jedoch entlassen, so dass am 29. Oktober 2004 Adrian Furnică beim Heimsieg gegen Progresul Corabia zum ersten Mal auf der Trainerbank saß. Mit ihm stieg CSM bereits im ersten Jahr seines Bestehens in die Divizia B auf. Die Spielzeit 2005/06 konnte der Klub auf einem enttäuschenden sechsten Platz abschließen, nachdem er nach der Hinrunde noch als sicherer Aufstiegskandidat galt. Der Vertrag mit Furnică wurde aufgelöst und im Juni 2006 mit Costel Pană ein neuer Trainer verpflichtet, mit dem CSM in der Saison 2006/07 knapp am Aufstieg in die Liga 1 scheiterte und nur Universitatea Cluj und Dacia Mioveni den Vortritt lassen musste. Daraufhin wurde der Vertrag mit Pană im Juni 2007 aufgelöst und stattdessen Marian Bondrea als Chefcoach geholt. Da auch in der Folgesaison das Verfehlen des Aufstiegsziels drohte, wurde Bondrea am 24. März 2008 entlassen und der bisherige Co-Trainer Dumitru Teleșpan nahm bis zum Saisonende seinen Platz ein. CSM wurde erneut Tabellendritter, diesmal hinter FC Argeș Pitești und Gaz Metan Mediaș.
Im Juni 2008 wurde Marin Barbu neuer Trainer des Teams. Kurz darauf zerstritt er sich jedoch mit George Frasin, Geschäftsmann und neuer Mäzen von CSM nach der Übernahme des Vereins von dem Stadtrat, und wurde im Juli 2008 durch den ehemaligen mazedonischen Nationaltrainer Nikola Ilievski abgelöst. Nach nur sechs Ligaspielen wurde er jedoch durch Alin Artimon ersetzt, mit dem der Klub in der Spielzeit 2008/09 den vierten Rang belegte und damit die bis heute beste Platzierung der Vereinsgeschichte erreichte. Drei Tage vor dem Start in die Folgesaison trat Artimon am 19. August 2009 von seinem Amt zurück, da er sich mit der Vereinsführung nicht auf die passende Zahlungsmodalität einigen konnte. Nach dem ersten Spieltag, an dem die von Dumitru Teleșpan betreute Mannschaft mit 6:1 gegen Neuaufsteiger Fortuna Covaci gewann, kehrte er jedoch wieder zu CSM zurück. Weil sie über mehrere Monate hinweg keine Gehälter mehr erhalten hatten, traten die meisten Stammspieler Ende November 2009 in Streik und verließen den Klub in der Winterpause. Am 27. Januar 2010 wurde zudem Mircia Gutău, der Vereinspräsident und Bürgermeister von Râmnicu Vâlcea, aufgrund eines Vorfalls, der sich 2006 ereignet hatte, zu einer dreijährigen Haftstrafe wegen Bestechlichkeit verurteilt. Daraufhin löste Artimon am 15. März 2010 seinen Trainervertrag endgültig auf, Nachfolger wurde erneut der bisherige Co-Trainer Dumitru Teleșpan. Im Laufe der Rückrunde spitzte sich die finanzielle Lage von CSM dermaßen zu, dass der Klub am 11. Juni 2010 zu seinem Auswärtsspiel bei FC Bihor Oradea am letzten Spieltag aus Kostengründen gar nicht mehr erst anreiste.
Wenige Tage vor dem Start in die Saison 2010/11 gab Romeo Rădulescu, der neue Bürgermeister von Râmnicu Vâlcea, am 18. August 2010 bekannt, dass fünf weitere Stammspieler, mit denen der Verein den Klassenerhalt geschafft hatte, mangels Finanzierungsmöglichkeiten entlassen werden müssten. Nachdem am 23. August 2010 auch die eine Partnerschaft mit dem Erstligisten Pandurii Târgu Jiu scheiterte, weil sich dessen Vereinsführung in letzter Instanz gegen eine Abgabe der zweiten Mannschaft entschieden hatte, stand CSM kurz vor der Auflösung und musste die ersten Meisterschaftsspiele mit zahlreichen Jugendspielern bestreiten. Auf Anraten von Laurențiu Tudor, dem technischen Direktor von FC Snagov, wurde Anfang September 2010 der Geschäftsmann Cătălin Rufă, bislang einer der Aktionäre von FC Snagov, neuer Mäzen des Klubs. Es wurden einige neuen Spieler verpflichtet und Sorin Bucuroaia zum neuen Trainer bestimmt, mit denen sich der Verein im gesicherten Mittelfeld der Tabelle behaupten konnte. Am 2. Dezember 2010, nach dessen Vertragsauflösung beim FC Snagov, wurde Laurențiu Tudor zum neuen Generalmanager von CSM ernannt, während Sorin Bucuroaia zunächst weiterhin Chefcoach blieb. Durch den Verkauf von Laurențiu Brănescu, Torwart der rumänischen U-17-Nationalmannschaft, an Juventus Turin konnte Anfang 2011 die finanzielle Situation des Vereins verbessert werden.
Bereits zu Beginn der Rückrunde im März 2011 wurde allerdings klar, dass Laurențiu Tudor inzwischen der eigentliche Trainer der Mannschaft geworden war, während Bucuroaia nur noch auf dem Spielberichtsbogen als solcher in Erscheinung trat. Die von dem Trainergespann betreute Mannschaft landete zum Saisonende auf dem siebten Rang. Am 13. September 2011 löste Co-Trainer Sorin Bucuroaia seinen Vertrag auf, so dass Laurențiu Tudor mit Torwarttrainer Robert Tufiși zunächst als einzigem Assistent verblieb. Tudor ernannte den Mannschaftskapitän Marius Mitu am 14. September 2011 zum neuen Co-Trainer, obwohl dieser noch nicht die notwendige Trainerlizenz besaß. Wenige Tage später kam Jugendtrainer Dumitru Teleșpan als weiterer Co-Trainer zu Tudor. Am 2. Oktober 2011 trat Laurențiu Tudor zurück und Marius Mitu wurde am 3. Oktober 2011 zu seinem Nachfolger ernannt. Ihm wurde erneut Dumitru Teleșpan als Co-Trainer zur Seite gestellt.

## Erfolge
- Aufstieg in die Liga II: 2005

## Ehemalige Trainer
- Lucian Catargiu (Sommer 2004 bis 19. Oktober 2004)
- Adrian Furnică (19. Oktober 2004 bis Juni 2006)
- Costel Pană (Juni 2006 bis Juni 2007)
- Marian Bondrea (Juni 2007 bis 24. März 2008)
- Dumitru Teleșpan (24. März 2008 bis Juni 2008, 19. August 2009 bis 23. August 2009, 15. März 2010 bis September 2010)
- Marin Barbu (Juni 2008 bis Juli 2008)
- Nikola Ilievski (Juli 2008 bis September 2008)
- Alin Artimon (September 2008 bis 19. August 2009, 23. August 2009 bis 15. März 2010, April 2012 bis August 2012)
- Sorin Bucuroaia (September 2010 bis Januar 2011)
- Laurențiu Tudor (Januar 2011 bis 2. Oktober 2011, Oktober 2012 bis Februar 2013)
- Marius Mitu (3. Oktober 2011 bis April 2012)
- Constantin Schumacher (August 2012 bis Oktober 2012)
- Alexandru Pelici (Februar 2013 bis August 2013)
- Claudiu Niculescu (seit August 2013)